# Elezioni europee del 2024 in Lussemburgo
Le elezioni europee del 2024 in Lussemburgo si sono tenute domenica 9 giugno per eleggere i 6 membri del Parlamento europeo spettanti al Lussemburgo.

## Sistema elettorale
Per le elezioni europee, la legge elettorale lussemburghese prevede l’applicazione, in un'unica circoscrizione nazionale, di un sistema elettorale a base proporzionale, senza alcuna soglia di sbarramento.
Secondo tale norma, l’elettore può esprimere il proprio voto, costituito dalla possibilità di esprimere plurime preferenze (fino ad un massimo di sei) anche in modo disgiunto, in due modi:
- Votando per una lista di partito (Sistema proporzionale a lista chiusa di partito);
- Esprimento più voti per tanti candidati quanti sono i seggi spettanti ad ogni collegio, dunque qui sei (Sistema proporzionale basato sul voto di preferenza).

In seguito, i voti e le preferenze sono tradotti in seggi secondo il metodo D'Hondt.
Tutte le persone che hanno la cittadinanza lussemburghese ed una residenza principale in Lussemburgo, i cittadini lussemburghesi senza residenza in Lussemburgo (c.d. “lussemburghesi all'estero”) e altri cittadini dell'Unione (se la loro residenza principale è in Lussemburgo) hanno diritto di voto alle elezioni europee nel paese.
L’esercizio attivo del diritto è ammesso dai 18 anni in su, compresi coloro che compiono tale età entro il giorno delle elezioni, al più tardi.
L’esercizio del diritto di candidarsi è ammesso per tutte le persone che hanno diritto di voto e hanno raggiunto l'età di 18 anni il giorno delle elezioni. La registrazione al voto è attuata d’ufficio in base alla residenza.
È ammesso il voto per posta, ma non il voto per procura o il voto elettronico. È disposto obbligo di voto fino all’età di 75 anni.

## Risultati
| Liste           | Liste                                               | Partito Europeo | Gruppo          | Voti      | %     | Seggi |
| --------------- | --------------------------------------------------- | --------------- | --------------- | --------- | ----- | ----- |
|                 | Partito Popolare Cristiano Sociale (CSV)            | PPE             | PPE             | 317.334   | 22,91 | 2     |
|                 | Partito Operaio Socialista Lussemburghese (LSAP)    | PSE             | S&D             | 300.879   | 21,72 | 1     |
|                 | Partito Democratico (DP)                            | ALDE            | RE              | 253.344   | 18,29 | 1     |
|                 | I Verdi (DG)                                        | PVE             | Verdi/ALE       | 162.955   | 11,76 | 1     |
|                 | Partito Riformista di Alternativa Democratica (ADR) | PCRE            | ECR             | 162.849   | 11,76 | 1     |
|                 | Partito Pirata del Lussemburgo (PL)                 | PPEU            | –               | 68.085    | 4,92  | –     |
|                 | La Sinistra (DL)                                    | SE/EACL         | –               | 43.701    | 3,15  | –     |
|                 | Altri (<25.000 voti)                                | –               | –               | 75.992    | 5,49  | –     |
| Totale          | Totale                                              | Totale          | Totale          | 1.385.139 | 100   | 6     |
| Voti validi     | Voti validi                                         | Voti validi     | Voti validi     | 238.771   | 90,85 |       |
| Voti non validi | Voti non validi                                     | Voti non validi | Voti non validi | 24.058    | 9,15  |       |
| Votanti         | Votanti                                             | Votanti         | Votanti         | 262.829   | 82,29 |       |
| Elettori        | Elettori                                            | Elettori        | Elettori        | 319.410   |       |       |

Nota: Il totale esposto, 1.385.139, non corrisponde al totale dei singoli voti espressi per un partito, bensì la somma delle preferenze totali: poiché infatti il sistema elettorale lussemburghese permette di esprimere sia dei veri e propri voti per un partito che preferenze singole per i candidati, ogni elettore può esprimere plurime opzioni ed il numero totale, conseguentemente, è maggiore.